# Toss (Ton)
Toss (Tós in noneso) è una frazione del comune di Ton, in provincia autonoma di Trento.

## Storia

### Origine del nome
Dal latino tō(n)sus, 'brullo', 'disboscato'. L'etimologia trova conferma nel toponimo Nosino, località nei pressi del paese attestata a partire dal XIII secolo, che dovrebbe derivare da novus (nel senso di novale, territorio incolto adattato per la prima volta a coltura) e del toponimo Noval, presso Nosino, citato in un documento del 1314.

### Età medievale
Il più antico documento che cita il paese risale al marzo 1259: il signor Manfredino, figlio di Ivano Thun, cedette un appezzamento di terra con un casale e un mulino a Roncadore, figlio di Giorgio, medico di Toss. Il paese dunque prese forma di agglomerato nel corso del XIII secolo, a partire dal maso di Roncadore, probabilmente un soprannome legato alla sua attività di riduzione del territorio boschivo ostile alle coltivazioni. Quest'attività di bonifica confermerebbe inoltre l'origine del toponimo. Nel 1285 il signore del castello, Guarimberto "de castro Belvessini" donò al figlio Enrico un appezzamento di terreno e tre masi "in ville Toxi". I riferimenti documentari che ne parlano come villa di Rosa testimoniano la presenza di una comunità già abbastanza cospicua, come conferma un documento del 1311 nel quale è indicata la provenienza "ab ecclesia", dalla chiesa di Toss, del figlio del già citato Roncadore, Marzio.
È degno di nota poi l'atto di cessione agli abitanti di Dardine del Monte Malachino, nel maggio 1321, del quale ci restano le copie del XVIII secolo. Poiché gli abitanti del paese appartenente alla Pieve di Torra da tempo sfruttavano i boschi della montagna, l'ultima domenica di maggio i rappresentanti di Vigo, Toss, Novesino (ora Nosino), Castelletto e i signori di Castel Thun si riunirono presso il "Plazz dall'Arbol" ('Piazza dell'albero') e decisero di cedere alla comunità di Dardine il Malachino, nel territorio della Pieve di Ton, in cambio di 100 troni e l'obbligo di concorrere alle spese per la chiesa pievana di Santa Maria Assunta.

### La caccia alle streghe
Nel 1611 il principe vescovo Carlo Gaudenzio Madruzzo aprì un'istruttoria e nominò un tribunale incaricato di indagare in tutto il territorio anaunico alla ricerca di streghe. Nella Pieve di Ton furono interrogate due donne, entrambe di Toss: Maria, sposata con Giacomo Rigotti, detta la Grill e Anna, vedova di un Portolan, detta la Tuenetta. La prima, figlia di una certa Orsola, anch'ella accusata di stregoneria, fu imprigionata a Castel Coredo nel novembre 1613 e nel gennaio del 1614 condannata a morte assieme a una donna di Romeno.

### Età contemporanea
L'epidemia di colera del 1836 che aveva colpito gran parte del Trentino non colpì Ton, tuttavia nel 1855 il morbo si presentò anche qui. Il primo caso, nell'agosto 1855, si manifestò a Nosino e in seguito nel territorio dell'attuale comune di Ton morirono 180 persone, tra queste 52 nel paese di Toss. Poiché il cimitero del paese non era abbastanza grande per contenere il gran numero di morti, si scavarono fosse comuni in località "Canevari", dove fu posta una croce in legno, sostituita nel 1955 con una in pietra sulla quale è riportata l'iscrizione "(A) ricordo (del) centenario del colera 1855-1955)". In quello stesso anno il curato di Toss, don Federico Dalpiaz, incaricò lo scultore Fedele Battocletti, di Cavareno, di realizzare una statua della Madonna, poiché nell'anno precedente venne proclamato il dogma dell'Immacolata concezione. Già nel 1856 la statua fu benedetta ed esposta nella chiesa di San Nicolò, ma prima di realizzare la prima processione fu necessario raccogliere offerte per gli attrezzi e le decorazioni necessari. Nel 1869 finalmente ebbe luogo la prima processione, ma non nel giorno dell'Immacolata, bensì la prima domenica di maggio. La tradizione è giunta fino ai giorni nostri. Nel 1872 inoltre il paese trasformò in canonica una casa acquistata alla contessa Ars, segno di maggiore autonomia religiosa della curazia rispetto alla chiesa parrocchiale di Vigo.
Toss nel 1873 aveva una popolazione di 396 abitanti, comprendendo Nosino e Castel Thun. È stato comune autonomo fino all'11 ottobre del 1928, quando fu aggregato al nuovo comune di Ton, assieme ai comuni di Masi di Vigo e Vigo. L'ultimo sindaco fu Giovanni Rigotti, detto "Checon" e la sede comunale si trovava presso le vecchie scuole.

## Geografia
Il paese è raggruppato sulla sponda destra del Rio Salvìs (o Sabino), che nasce sul Sasso Bianco. La campagna arriva fino al Dos (477 m), dove transita il rio Pongaiola.
Nella parte sud-occidentale del paese era presente una residenza dei Thun, sorta attorno alla torre detta di Zoccolo, che ora è proprietà della famiglia Pedron. Menzionata già in alcuni documenti del XIV secolo, la leggenda popolare tramandava l'esistenza di un passaggio segreto che la collegava a Castel Thun.

## Monumenti e luoghi d'interesse

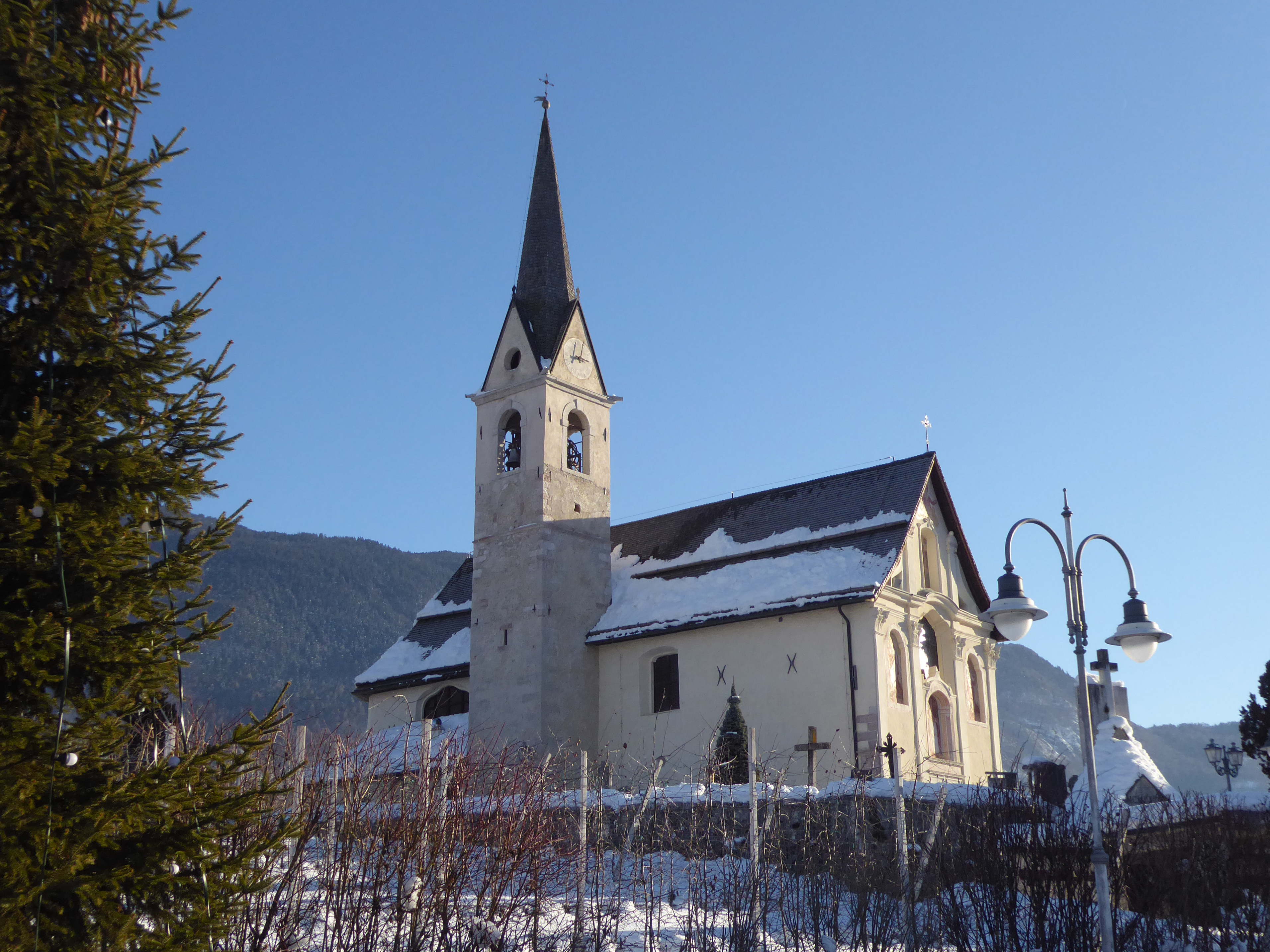
La chiesa di San Nicolò

- Chiesa di San Nicolò, attestata nel 1537, parrocchiale dall'agosto del 1962.[19]